# Páteřní připojení
Páteřní připojení (anglicky backhaul) v telekomunikacích je část sítě, která propojuje přístupovou síť k páteřní síti.
Příklady backhaulu:
- v mobilní síti propojení mezi BTS a BSC
- v ADSL propojení mezi DSLAM a IP-páteří poskytovatele

V hierarchických telekomunikačních sítích je backhaul ta část sítě, která propojuje páteřní síť nebo jádro sítě s jednotlivými podsítěmi na „okraji“ hierarchické sítě.